# Fernando Meza
Fernando Meza (* 1890 in Santiago de Chile; † 1929 in Concepción) war ein chilenischer Maler.
Meza studierte an der Escuela de Bellas Artes de Santiago bei Fernando Álvarez de Sotomayor und zählte zur Malergruppe der Generación del Trece. Bei der Exposición Anual de Bellas Artes 1916 in Santiago wurde er mit einer ehrenden Erwähnung ausgezeichnet. Seine Ölgemälde Casa del Campo, Parque Forestal und El Rancho befinden sich im Besitz der Pinakothek der Universidad de Concepción. 

## Quelle
- Museo Nacional de Bellas Artes - Fernando Meza

| Personendaten    | Personendaten      |
| ---------------- | ------------------ |
| NAME             | Meza, Fernando     |
| KURZBESCHREIBUNG | chilenischer Maler |
| GEBURTSDATUM     | 1890               |
| GEBURTSORT       | Santiago de Chile  |
| STERBEDATUM      | 1929               |
| STERBEORT        | Concepción         |